# Dominik Ratajczak
Dominik Jędrzej Ratajczak (ur. 20 kwietnia 2004 w Olsztynie) – polski kolarz szosowy i torowy.

## Osiągnięcia

### Kolarstwo szosowe
Opracowano na podstawie:
2021
- 3. miejsce w mistrzostwach Polski juniorów (jazda indywidualna na czas)

2022
- 3. miejsce w mistrzostwach Polski juniorów (jazda indywidualna na czas)
- 1. miejsce na 1. etapie One Belt One Road

### Kolarstwo torowe
Opracowano na podstawie:
2021
- 3. miejsce w mistrzostwach Europy juniorów (wyścig eliminacyjny)

2022
- 1. miejsce w mistrzostwach świata juniorów (scratch)
- 2. miejsce w mistrzostwach świata juniorów (omnium)